# Dorottya Szilágyi
Pour les articles homonymes, voir Szilágyi (homonymie).
Dorottya Szilágyi, née le 10 novembre 1996 à Eger (Hongrie), est une joueuse hongroise de water-polo. Elle est médaillée de bronze aux Jeux de 2020.

## Carrière
Née à Eger en Hongrie de l'entraîneur de water-polo Péter Szilágyi, elle grandit à Durban (Afrique du Sud), Hamilton (Nouvelle-Zélande) et à Perth (Australie) avant de revenir s'installer à Dunaújváros dans son pays natal. Elle entre dans l'équipe nationale hongroise en 2017.
Elle étudie au Iona Presentation College (en) à Perth avant d'entrer à l'université catholique Károly Eszterházy (en) à Eger.
Dorottya Szilágyi remporte la médaille de bronze lors du tournoi des Jeux olympiques d'été de 2020.

## Palmarès

### Jeux olympiques
- Jeux olympiques d'été de 2020 à Tokyo ( Japon) :
  -  médaille de bronze du tournoi féminin

### Championnats du monde
- Championnats du monde 2022 à Budapest ( Hongrie) :
  -  médaille d'argent du tournoi féminin
- Championnats du monde 2024 à Doha ( Qatar) :
  -  médaille d'argent du tournoi féminin
- Championnats du monde 2025 à Singapour ( Singapour) :
  -  médaille d'argent du tournoi féminin

### Championnats d'Europe
- Championnats d'Europe 2020 à Budapest ( Hongrie) :
  -  médaille de bronze du tournoi féminin